# Зарудчі
Зару́дчі — село в Україні, у Любешівській селищній громаді Камінь-Каширського району Волинської області. Населення становить 1190 осіб.

## Населення
Згідно з переписом УРСР 1989 року чисельність наявного населення села становила 1056 осіб, з яких 513 чоловіків та 543 жінки.
За переписом населення України 2001 року в селі мешкало 1190 осіб.

### Мова
Розподіл населення за рідною мовою за даними перепису 2001 року:
| Мова       | Відсоток |
| ---------- | -------- |
| українська | 99,83 %  |
| російська  | 0,17 %   |

## Історія
На території села, неподалік від Підкормілля, працював Зарудчівський завод силікатної цегли, який став до ладу у 1971 році. Силікатний завод виробляв 14 млн цегли на рік.
У Зарудчах діяв колгосп ім. В. І. Леніна, мав 3181 га землі, у тому числі 837 га орної. Основні галузі господарства — рільництво і тваринництво м'ясо-молочного напряму. Вирощуються зернові й технічні культури.
До 10 серпня 2017 року — адміністративний центр Зарудчівської сільської ради Любешівського району Волинської області.

## Відомі люди
- Мирончук Валентина Олександрівна (1994) — учасниця літніх Олімпійських ігор-2016 в Ріо-де-Жанейро (Бразилія), майстер спорту України міжнародного класу.